# Єлла
«Єлла» (нім. Yella) — німецький драматичний фільм-трилер, знятий Крістіаном Петцольдом. Світова прем'єра стрічки відбулась 14 лютого 2007 року на Берлінському міжнародному кінофестивалі. Фільм розповідає про жінку на ім'я Єлла, яку переслідує її колишній чоловік.

## У ролях
- Ніна Госс — Єлла
- Девід Штрісов — Філіп
- Гіннерк Шенеман — Бен
- Бургхарт Клаусснер — доктор Гантен

## Визнання
| Нагороди та номінації фільму «Єлла» | Нагороди та номінації фільму «Єлла»   | Нагороди та номінації фільму «Єлла»  | Нагороди та номінації фільму «Єлла» | Нагороди та номінації фільму «Єлла» | Нагороди та номінації фільму «Єлла» |
| Рік                                 | Кінопремія / Кінофестиваль            | Категорія / Нагорода                 | Номінант                            | Результат                           |                                     |
| ----------------------------------- | ------------------------------------- | ------------------------------------ | ----------------------------------- | ----------------------------------- | ----------------------------------- |
| 2007                                | Берлінський міжнародний кінофестиваль | «Золотий ведмідь» за найкращий фільм | «Єрихов»                            | Номінація                           |                                     |
| 2007                                | Берлінський міжнародний кінофестиваль | Найкраща акторка                     | Ніна Госс                           | Перемога                            |                                     |
| 2007                                | Берлінський міжнародний кінофестиваль | Приз Femina-Film Prize               | Беттіна Белер                       | Перемога                            |                                     |